# Sedal Sardan
Sedal Sardan (* 1962 in Ankara, Türkei) ist ein Basketballspieler, Musiker und Gastronom.

## Leben
Nachdem Sardan seine Kindheit in der Türkei verbracht hatte, zog er 1974 zu seinen Eltern nach Berlin.
Hier wuchs er im Bezirk Spandau auf. In den 1980er Jahren spielte er beim Bundesligisten DTV Charlottenburg. Seit Mitte der 1980er Jahre führte er mehrere Clubs in Berlin, mit dem Schwerpunkt Jazzmusik, zum Beispiel seit 1997 das A-Trane.